# Benicadell
El Benicadell es el pico más alto (1.104 m) de la sierra del mismo nombre (en la Comunidad Valenciana, España). Se trata de una pared montañosa que separa las comarcas de Valle de Albaida (Provincia de Valencia) y de Condado de Cocentaina (Provincia de Alicante). Forma parte de las Cordilleras Béticas (concretamente del Sistema Prebético) de nordeste a suroeste. El característico pico del Benicadell tiene forma de cresta rocosa de litología calcárea que aporta singularidad al paisaje.
La montaña forma parte del sistema montañoso formado por las sierras (de oeste a este) de la Solana, de Agullent, el mismo Benicadell y la de Ador, ya casi en el litoral mediterráneo.
El sendero PRV-213 lleva desde Beniatjar y Ráfol de Salem hasta la cumbre del Benicadell.

## Paisaje protegido
La sierra del Benicadell fue declarada Paisaje Protegido por el Consejo de la Generalidad Valenciana en dos fases. En un primer lugar, la solana o cara sur y más recientemente la umbría o cara norte. El interés del paraje radica en el paisaje de erosión kárstica producida por los agentes atmosféricos, que origina numerosas cuevas, simas, pozos y rocas. Pero hay que destacar la formación de una laguna endorreica en el término de Gaianes, conocida como la albufera de Gayanes. La umbría es mucho más húmeda que la solana, con una vegetación más exuberante, y destaca por la presencia de riachuelos y fuentes.
La presencia humana se considera un factor clave en la estructura del paisaje. Así, hace falta mencionar los importantes yacimientos arqueológicos que se encuentran en las diferentes cuevas del paraje (Cueva del Medio, el Sercat o Cueva del Moro), las diferentes torres y castillos de la Edad Media (castillo de la Carbonera, castillo de Peña Cadiella o el castillo de Carrícola) o los magníficos neveros de elevado valor etnológico (nevero de Benicadell, de Arriba, de Bajo, de la loma Solaneta, de Xamarra y de Corral de Diego).

## Clima
Presenta un clima mediterráneo continentalizado, con rasgos de clima de alta montaña. Las nevadas son ocasionales en invierno. 